# 彈性多面體

史特芬十四面體是目前已知結構最簡單的非面自相交的彈性多面體

彈性多面體（或譯柔性多面體:27）是沒有固定邊界的多面體，可以不改變面的形狀、不折斷或彎曲任何面或邊，而改變其形狀。根據柯西剛性定理，在三維以及更高維度的空間中，這種多面體不能是凸的。
最早發現的彈性多面體為布里卡爾八面體，於1897年由拉烏爾·布里卡爾發現。其與正八面體同構，但存在自相交面，換句話說，其是一種底面為不固定形狀之反平行四邊形的雙四角錐。在{\displaystyle \mathbb {R} ^{3}}空間中，不自相交的彈性多面體的例子最早由羅伯特·康奈利於1977年發現，稱為康奈利形狀。克勞斯·史特芬也提出了一個彈性多面體，稱為史特芬十四面體，是目前已知結構最簡單的非面自相交的彈性多面體，並且是基於布里卡爾八面體而產生的多面體。

## 風箱猜想
在1970年代後期羅伯特·康奈利和丹尼斯·蘇利文提出了风箱猜想，認為彈性多面體在改變形狀的過程體積會維持不變。後來，伊扎德·薩比托夫以消去理論證明，與球同胚的多面體符合此猜想。再後來，康奈利、薩比托夫和安克·沃爾茲（Anke Walz）證明了具有可定向二維表面的任何多面體都能滿足此猜想。該證明過程將皮耶罗·德拉·弗朗切斯卡提出的四面體體積公式推廣為任意多面體的體積公式。該體積公式表明，多面體的體積必為某個多項式的根，而該多項式的係數僅取決於多面體的邊長。由於邊長不會隨著多面體的變形過程改變，因此體積必須保持在多項式的有限個根之一，而不會連續變化。

## 切割全等
康奈利推測彈性多面體的登不變量在形變過程皆會保持不變。這被稱為強風箱猜想，在2018年獲證後又稱為強風箱定理。由於只要是同一種彈性多面體，不論其任一形變形式，體積與登不變量始終保持不變，因此不同形變形式之間必定切割全等。這意味著彈性多面體可藉由分解成多個小塊，重組成同一種彈性多面體的另一個形變模式。彈性多面體的平均曲率（定義為邊長與外二面角的乘積之和）是登不變量的函數，且這個不變量會在彈性多面體形變時保持不變。

## 非剛性多面體
剛性多面體是與彈性多面體多面體相對的概念，即多面體的所有面形狀皆固定的情況下僅能決定唯一邊界，不具備可活動性。而非剛性多面體多面體不一定是彈性多面體，部分多面體在邊長不變下允許面的形狀可些微改變（例如只架構多面體骨架的模型），因此其整體形狀是可變的，例如耶森二十面體。這類多面體有時被稱為「可活動的多面體」（shaky polyhedron）。

## 外部連結
- 埃里克·韦斯坦因. . MathWorld.